# Heinz Lettau
Heinz H. Lettau (* 4. November 1909; † 3. August 2005)  war ein deutscher Meteorologe und Geophysiker.
Lettau promovierte 1931 an der Universität Leipzig (Theoretische Ableitung und physikalischer Nachweis einer 36 tägigen Luftdruckwelle), an der er sich 1937 bei Ludwig Weickmann und Werner Heisenberg habilitierte (Das Horizontaldoppelpendel). 1931 bis 1933 war er am Geodätischen Institut Potsdam, später Assistent von Weickmann in Leipzig. Das von ihm entwickelte Horizontalpendel – ein Instrument zur Messung von Lotrechtsabweichungen – installierte er auf dem Collmberg. Während des Zweiten Weltkriegs diente er in der Luftwaffe. Er kam nach dem Krieg mit der Operation Paperclip in die USA, war an den Air Force Cambridge Research Laboratories und wurde Professor für Meteorologie an der University of Wisconsin-Madison.
1974 erhielt er die Alfred-Wegener-Medaille, für seine Verdienste in der meteorologischen Forschung, vornehmlich auf dem Gebiet der atmosphärischen Turbulenz. Besonders ausgezeichnet werden damit seine neuartigen und hervorragenden, sowohl experimentellen als auch theoretischen Arbeiten zur Erforschung der atmosphärischen Grenzschicht (Laudatio). Er war seit 1970 korrespondierendes Mitglied der Bayerischen Akademie der Wissenschaften.

## Schriften
- Atmosphärische Turbulenz, Leipzig: Akademische Verlagsgesellschaft 1939
- mit Katharina Lettau: Exploring the world's driest climate, 1978